# Cirolana yucatana
Cirolana yucatana är en kräftdjursart som beskrevs av Lazar Botosaneanu och Thomas M. Iliffe 2000. Cirolana yucatana ingår i släktet Cirolana och familjen Cirolanidae. Inga underarter finns listade i Catalogue of Life.